# Gear position sensor
Een gear position sensor is een systeem dat vaststelt welke versnelling van een auto of motorfiets is ingeschakeld. 
Deze sensor kan soms slechts dienen om een versnellings-indicatie op het dashboard aan te geven, maar werkt soms samen met andere systemen om de brandstofinjectie of het ontstekingstijdstip te regelen. Zie bijvoorbeeld het EXUP-systeem van Yamaha motorfietsen.